# デーモン・オーケンのラジオ巌流島
デーモン・オーケンのラジオ巌流島（デーモン・オーケンのラジオがんりゅうじま）は、ニッポン放送のラジオ番組。1992年7月6日から1995年3月31日まで放送。
月曜日から金曜日まで（一部の局は水曜日または木曜日まで）の10分間 放送。
提供スポンサーは当初は前々番組『TOSHIのXハラスメント』。前番組『ウッチャンナンチャンのラジオな奴ら』に続いて、ダイハツの一社提供（一部地域を除く）だったが番組途中で降板。ニッポン放送の番組放送分は福武書店（現：ベネッセコーポレーション）と山芳製菓に変更。福武書店の雑誌『チャレンジランド』誌上で、当番組のコーナーを掲載していた。

## 概要
パーソナリティはオールナイトニッポンのパーソナリティを務めたデーモン小暮閣下と大槻ケンヂ。大槻の希望でコンビが実現したという。リスナーはペンネーム、ラジオネームの代わりに「島民ネーム」という名称を使用した。
番組冒頭で閣下、大槻のどちらかが島民から寄せられた「叩き斬ってほしい人」に関するネタを読み、ネタ読み以外のどちらかが「叩き斬ってやる!」の台詞と日本刀で叩き切るSEを流し、タイトルコールを行った。
タイトルコールは閣下が「デーモン」、大槻が「オーケンの」と言った後に揃って「ラジオ巌流島」と言っていたが、放送によっては「井上陽水・奥田民生の〜」などと言ったり、「叩き斬ってやる!」と言った大槻がそのまま「デーモン」と言ってしまったことがある。
スケジュールの都合で閣下のみの放送のときに「デーモン小暮のラジオ巌流島」と言ったことがある。
当番組企画段階の当初のコンセプトは閣下の相撲好き、大槻のプロレス好きという特性を生かした格闘技番組だったといわれる。これでは番組が成り立ちにくいということになり、ネタ投稿を中心としたバラエティ番組という形に落ち着いた。
閣下本悪魔、大槻本人も「いい加減な番組だった」と言うほど、当番組の収録は両名のスケジュールが合う日を選んで行わなければならなかったため変則的なことが多かった。第1回目の収録はニッポン放送のスタジオではなかった（下述）。多い時で5週分をまとめて収録したことがあり、聖飢魔II、筋肉少女帯それぞれのツアー、公演先まで追っかけて行ったことがあった。閣下、大槻どちらか一名しか来られなかった時にはピンチヒッターを迎えて収録したことが数回ある。どちらか一名だけの放送も多数あった。一時期、番組スタッフ自ら「通常通り 1名でやりますか?」と言ったことがあるほどである。
1993年8月、東京都港区芝浦で当番組のイベント「ライブ巌流島」を開催した。ゲストは井上陽水、真心ブラザーズ。「陽水の芸名」のコーナーで募集していた陽水の当番組での芸名を決定した（下述）。
投稿ネタが紹介されるとノベルティとして、緑地に黒文字の「島民票」（今で言うSuicaと同じ様なサイズ）が貰えた。島民票の用途は殆どが「ラジオ巌流島の島民を証明する物」ということだった。その日、最も面白かったネタには「5,000両」(5,000円)をプレゼントした。スペシャルウィークは2週で100,000両を用意し、面白いネタに対して振り分ける形でプレゼントした。
当時のヤングタイムでダントツという聴取率を記録した。
番組のテーマ曲はデーモン、オーケン両名の希望で伊福部昭作曲の「地球防衛軍マーチ」を使用した。

## 主なコーナー
仕置人コーナー
前枠。変な間抜けな事柄、物、人物を報告してもらい、主に「こんな物（奴）を叩っ斬ってやって下さい」で締めるコーナー。
素晴らしき人生相談
特に人生のためにならない相談事、またはそれにまつわる物、人物などを報告。「仕置人コーナー」同様「叩っ斬ってやって下さい」で締めていた。
不吉な前兆
月曜日に放送。「1日目・2日目・3日目」「1分後・2分後・3分後」または「1時間後…」「1か月後…」「1年後…」という時系列（または何%）の三段オチでネタを考えるコーナー。「涙の3カウント」という形式のネタがあった。
立派なバカ養成講座月曜日に放送。「普通のバカ」と「立派なバカ」の違いをネタにする。
ダジャレ戦国時代
火曜日に放送。デーモンが殿、オーケンが家老の各役で、二名の掛け合いでリスナー作のダジャレを読む。
クイズ越後屋
火曜日に放送。島民からクイズを出題され、島民が考えた答えとデーモン、オーケン両名の答えのどちらがよりバカらしいかというような内容。デーモン曰く「自分達でやっていながら自分達のセンスが問われる、ひどいコーナー」。
巌流島ミステリー謎の結末
火曜日に放送。シナリオ形式で、島民がサスペンス超の文章を送ってくるが話がいい所で終わり、デーモン、オーケンがその続きを考える。「陽水の芸名を探せ」のコーナーで島民がストーリー調でネタを提供していたので、そこから始まったコーナーだが「登場人物が誰かをはっきりさせないと面白くない」とデーモンが言い、加勢大周や細川ふみえなど人物を指定して、島民はその指定した人物をネタにハガキを送る様になった。
興行成績ベスト
既成の映画、ドラマなどのパロディの案を募集したコーナー。1位に選ばれた作品案を元に台本が作られ、「巌流島劇場」として両名がコントを演じる。
ラジオ果たし状
水曜日に放送。「こんなラジオをやってほしい」という案（「テクノ霊視番組」「本当の男とは何か」など）を募集し、その内容に合わせて「巌流島劇場」として両名がコントを演じる。
ガチンコ音楽会
木曜日に放送。当初は金曜日のコーナーだったが1か月程で木曜に移動した。二名が薦める変な曲、とんでもない曲などを毎週 一曲紹介。ゲストが出演した場合はそのゲストの曲を紹介する。
陽水の芸名を探せ
木曜日に放送。井上陽水が当番組に「新しい芸名が欲しい」と突然言い出して来た、と言われることから始まったコーナーで、陽水の目撃談（ネタ）とともに新芸名を募集した。陽水自身から「田所純一郎でどうか」という旨のFAXが届いたが、原則として「巌流島島民が考案した芸名から選ぶ」ということで、これは却下。1993年6月に陽水がゲスト出演した後、同年8月の「ライブ巌流島」の会場で最終候補 5作品の中から陽水自身が「クワガタ」を選び、「井上クワガタ」を、デーモンが「くわがた陽水」と言ったことから「くわがた陽水」に決定。コーナーは終了した。
「くわがた陽水」は大槻が出演した『モグラネグラ』（テレビ東京）に陽水がゲスト出演した際に使用した。
巌流島マッチメイキング → 巌流島プレスセンター
金曜日に放送。デーモン、オーケンのマネージャーが隔週交代で出演。2週間分の出演番組やコンサート（ミサ）情報やCD（経典、大教典）などの告知を行う。ゲストが出演していた場合はそのゲストの告知を行った。
巌流俳句塾
おかしな俳句をエンディングに一作品 紹介した。
ことわざMEGA MIX
既成のことわざを適当に改変した新しいことわざを募集したコーナー。これもエンディングに一作品紹介。
免許皆伝コーナー
エンディング コーナーの一つ。島民（リスナー）の得意なことを紹介。二名がそれに見合った段位を進呈。
よーく考えてみよう
エンディング コーナーの一つ。「腑に落ちない」「おかしいな」と思ったことをネタにして、「よーく考えてみよう」で締める。

## エピソード
- ニッポン放送のスタジオで収録されたのは第5回目の収録からで、第1回目から第4回目までは他の場所で収録した[16]。
  - 第1回目：京王線 上北沢駅近くの貸しスタジオで。
  - 第2回目：あるレコーディングスタジオで。
  - 第3回目：ニッポン放送のある有楽町により近い某所で。
  - 第4回目：ニッポン放送に入れたものの空いているスタジオが無かったため、会議室で収録。
- 1993年5月頃には、山本元気（ニッポン放送アナウンサー(当時)）が“偽デーモン”、“偽オーケン”を演じたことがある。これを利用して「今月は何回偽デーモン、偽オーケンがラジオに出演したでしょうか？」というクイズ（デーモン・オーケン五月病クイズ）[17]が出されたりもする程、後期は大槻・デーモンの両者が揃って収録することが稀であった。理由は前述の通り、両者のスケジュール調整が多忙のために困難であったから[18]。
  - 二人のスケジュールがあまりにも合わないため、苦肉の策として、1週目は閣下がオープニングとエンディングを、大槻が本編をそれぞれ単独で担当。2週目はその逆となるという企画を行った（サンドイッチ2ウィーク）。末期は「デーモン・オーケンの両名が揃って、番組をやる」ことがスペシャルウィークの企画とされる程だった[3]。

## 閣下、大槻不在時の主なピンチヒッター
（出典：）

### 閣下不在時
- YOU
- 穴井夕子
- 平成おんな組

### 大槻不在時
- 松任谷由実
- 西田昌史（EARTHSHAKER）
- ローリー寺西
- Sgt.ルーク篁III世（聖飢魔II）

## 放送していた局
- ニッポン放送▽ 22:30 - 22:40（1992年7月 - 1995年3月 「伊集院光のOh!デカナイト」内の箱番組）

| 局名         | 1992年7月 - 1992年9月 | 1992年10月 - 1993年3月 | 1993年4月 - 1993年9月 | 1993年10月 - 1994年3月 | 1994年4月 - 1994年9月 | 1994年10月 - 1995年3月 |
| ------------ | --------------------- | ---------------------- | --------------------- | ---------------------- | --------------------- | ---------------------- |
| STVラジオ    | 24:50 - 25:00         | 23:35 - 23:45          | →                     | 23:25 - 23:35          | →                     | 23:30 - 23:40          |
| 青森放送     |                       |                        |                       |                        | 23:00 - 23:10▼        | →▼                     |
| 岩手放送     |                       |                        |                       |                        | 23:20 - 23:30         | 21:40 - 21:50          |
| 山形放送     | 22:50 - 23:00         | →                      | →                     | →                      | →                     | →                      |
| 東北放送     |                       |                        | 24:00 - 24:10         | 23:45 - 23:55          | 23:35 - 23:45         |                        |
| ラジオ福島   |                       | 21:40 - 21:50          | 22:45 - 22:55         | →                      | →                     |                        |
| 新潟放送     | 24:20 - 24:30         | →                      | →                     | 23:15 - 23:25          | →                     | 23:20 - 23:30          |
| 信越放送     |                       |                        |                       | 22:05 - 22:15          |                       |                        |
| 北日本放送   |                       |                        | 23:30 - 23:40         | →                      | 23:20 - 23:30         | →                      |
| 北陸放送     |                       |                        |                       | 24:15 - 24:25          |                       |                        |
| 福井放送     |                       | 19:40 - 19:50          |                       |                        |                       |                        |
| 中部日本放送 | 22:34 - 22:44         | →                      | →                     | →                      | →                     |                        |
| KBS京都      |                       | 18:10 - 18:20          |                       | 18:50 - 19:00          |                       | 18:10 - 18:20          |
| ABCラジオ    | 22:45 - 22:55         | →                      |                       |                        |                       |                        |
| ラジオ関西   |                       | 23:40 - 23:50          |                       |                        |                       |                        |
| 山陰放送     | 23:20 - 23:30         | →                      | 22:45 - 22:55         | →                      | →                     | 23:10 - 23:20          |
| 中国放送     | 24:00 - 24:10         | →                      |                       |                        |                       |                        |
| 四国放送     |                       |                        |                       |                        | 23:30 - 23:40         |                        |
| 西日本放送   | 24:15 - 24:25         | 22:45 - 22:55          |                       |                        |                       |                        |
| 南海放送     | 23:25 - 23:35         | →                      | 23:50 - 24:00         |                        |                       |                        |
| 高知放送     | 23:20 - 23:30         | →                      | →                     |                        |                       |                        |
| KBCラジオ    | 22:50 - 23:00         |                        |                       |                        |                       | 22:50 - 23:00          |
| 大分放送     | 23:20 - 23:30         | →                      | →                     |                        |                       |                        |
| 長崎放送     |                       |                        | 24:50 - 25:00         | →                      |                       |                        |
| 宮崎放送     | 23:10 - 23:20         | →                      | →                     | →                      | →                     | →                      |

（出典：）
（「→」は、放送曜日・時間帯変更無し、網掛け枠は放送無し）
▽：ニッポン放送は月曜日から木曜日までの放送。▼：青森放送は月曜日から水曜日までの放送。これら以外の局は全て月曜日から金曜日までの放送。

## 関連書籍
- 「デーモン・オーケンのハッスル巌流島」（ニッポン放送出版）1994年4月20日発売